# Гандольфини, Джеймс
Джеймс Джозеф Гандольфини-младший (англ. James Joseph Gandolfini Jr.; 18 сентября 1961, Уэствуд, Нью-Джерси — 19 июня 2013, Рим) — американский актёр. Наибольшую известность получил за роль Тони Сопрано — главы мафиозной «семьи» в сериале «Сопрано» производства компании HBO, за исполнение которой был удостоен трёх премий «Эмми», пяти премий Американской Гильдии киноактёров и «Золотого глобуса». Его исполнение роли Тони Сопрано было названо одной из величайших и наиболее влиятельных работ в истории телевидения.
Помимо ролей на телевидении Гандольфини снимался во множестве фильмов, включая такие как: «Настоящая любовь» (1993), «Багровый прилив» (1995), «Достать коротышку» (1995), «Гражданский иск» (1998), «Последний замок» (2001), «Любовь и сигареты» (2005), «Вся королевская рать» (2006), «В петле» (2009), «Там, где живут чудовища» (2009), «Опасные пассажиры поезда 123» (2009) и «Цель номер один» (2012). Был отмечен критиками за нестандартную роль в романтической комедии «Довольно слов» (2013). За эту роль он был удостоен многочисленных наград, включая номинацию на «Премию Гильдии киноактёров США».
Гандольфини также известен своими ролями на Бродвее в постановках «Трамвай „Желание“» (1992), «В порту» (1995) и «Бог резни» (2009), за последнюю из которых он был номинирован на премию «Тони» как лучший театральный актёр. Он также выступил продюсером документальных фильмов о войне «Воспоминания „второго дня рождения“: Домой из Ирака» (2007) и «Истерзанный войной: 1861-2010» (2011), а также фильма для HBO «Хемингуэй и Геллхорн» (2012), за который он был номинирован на премию «Эмми» в категории «Лучший мини-сериал». В 2013 году в Риме, в возрасте 51 года Гандольфини скончался от сердечного приступа.

## Ранние годы
Джеймс Гандольфини родился в Уэствуде (штат Нью-Джерси). Его мать, Санта (урожденная Пенна) была итальянского происхождения, но родилась в США и выросла в Неаполе, она работала поваром в школьной столовой. Его отец итальянского происхождения Джеймс Джозеф Гандольфини-старший (при рождении Джакомо Джузеппе Гандольфини), уроженец Борго-Валь-ди-Таро (Северо-Восточная Италия, регион Эмилия-Романья), работал каменщиком, а затем был главным сторожем Католической старшей школы в Парамесе, Нью-Джерси. Джеймс старший получил медаль «Пурпурное сердце» во время Второй мировой войны. Старший Гандольфини покупал автомобильные шины в магазине, принадлежавшем Сальваторе Траволте, отцу Джона Траволты. Впоследствии Джеймс-младший и Траволта подружились и снялись вместе в пяти фильмах. Родители Гандольфини были убеждёнными католиками и говорили дома по-итальянски. Под влиянием родителей у него сформировалось сильное чувство итало-американской идентичности, и он регулярно посещал Италию. У него было две сестры.
Гандольфини окончил Рутгерский университет. В 21 год устроился на работу администратором нью-йоркского ночного клуба на 21-й улице, где проработал два года. Позже Гандольфини вспоминал, что многие из сыгранных позже типажей были встречены им именно там. Окончил театральные курсы Сьюзан Эстон, преподававшей по методике Сэнфорда Мейснера, и участвовал в нескольких любительских постановках.

## Карьера
Дебют Гандольфини на большой бродвейской сцене состоялся в 1992 году в пьесе «Трамвай „Желание“» Теннесси Уильямса. Первая замеченная публикой и критиками роль в кино была сыграна Джеймсом в фильме Тони Скотта «Настоящая любовь». Также известен по фильмам «Одинокие сердца» с Джоном Траволтой и Сальмой Хайек и «Вся королевская рать» с Шоном Пенном и Джудом Лоу.
В фильме «Скорость падения» Гандольфини сыграл русского мафиози, во время съемок этого фильма зимой 1994 года посетил Москву. В музыкальной комедии «Любовь и сигареты» он играл вместе с Сьюзан Сарандон и Кейт Уинслет (режиссёр — Джон Туртурро). В драме «Мексиканец» партнёрами Джеймса стали Брэд Питт и Джулия Робертс.
Наибольшую известность Гандольфини принесла роль принципиального и авторитетного главы криминальной семьи Сопрано в одноимённом телесериале телеканала HBO. За её исполнение актёр был удостоен трёх премий «Эмми» и «Золотого глобуса». Сериал продержался на экранах шесть сезонов. Критики отмечали экстраординарную актёрскую пластику и харизматичность Гандольфини. Для соответствия сценарному образу актёр набрал 12 килограммов.
За предпоследнюю актёрскую работу, роль Альберта в романтической комедии «Довольно слов», Гандольфини, по мнению ведущих киноаналитиков США, вполне мог быть посмертно выдвинут на премию «Оскар-2014» за лучшую мужскую роль второго плана. Так и не войдя в шорт-лист «Оскара», Гандольфини был посмертно номинирован на премии «Независимый дух» и Гильдии киноактёров США в аналогичных категориях. Пресса отмечала, что актёр в этой картине «вызывает слёзы и согревает сердца».

## Личная жизнь
Гандольфини был дважды женат. 30 августа 2008 года, после двух лет знакомства, Гандольфини женился второй раз на бывшей модели и актрисе Деборе Лин в ее родном городе Гонолулу, Гавайи. От первого брака есть сын Майкл (род. 1999), от второго — дочь, Лилиана Рут (род. 2012).

### Увлечения
Являлся поклонником американской футбольной команды «Нью-Йорк Джетс».

### Смерть
19 июня 2013 года, находясь на отдыхе с 13-летним сыном Майклом в Риме, около 22 часов по местному времени Гандольфини потерял сознание в ванной комнате гостиничного номера. Майкл обратился за помощью, была вызвана бригада скорой помощи, доставившая Гандольфини в госпиталь Policlinico Umberto I. Уже в машине ему были проведены реанимационные процедуры, продолжавшиеся в течение 40 минут и после прибытия в больницу. После безуспешных попыток реанимации Джеймс Гандольфини был объявлен мёртвым приблизительно в 23:20. По словам профессора Клаудио Модини, у актёра остановилось сердце.
21 июня 2013 года было проведено вскрытие, установившее официальную причину смерти Гандольфини, — инфаркт миокарда. 22 июня 2013 года актёр должен был посетить Таормину для участия в местном кинофестивале. Смерть Гандольфини вызвала широкий резонанс в мировых СМИ, а многие коллеги актёра просто не могли поверить в случившееся.
26 июня 2013 года все бродвейские театры погасили свет на одну минуту, чтобы почтить память ушедшего артиста. 27 июня 2013 года прошло прощание с Гандольфини в нью-йоркском соборе Иоанна Богослова, которое посетил практически весь ключевой актёрский состав «Клана Сопрано».
В конце 2013 года канал HBO выпустил документальный фильм, посвященный памяти актёра.

## Фильмография
| Год       |     | Русское название             | Оригинальное название                   | Роль                         |
| --------- | --- | ---------------------------- | --------------------------------------- | ---------------------------- |
| 1987      | ф   | Шок! Шок! Шок!               | Shock! Shock! Shock!                    | дежурный                     |
| 1991      | ф   | Последний бойскаут           | The Last Boy Scout                      | подручный Маркоуна           |
| 1992      | ф   | Чужая среди нас              | A Stranger Among Us                     | Тони Балдессари              |
| 1993      | ф   | Бесплатные деньги            | Money for Nothing                       | Билли Койл                   |
| 1993      | ф   | Настоящая любовь             | True Romance                            | Верджил                      |
| 1993      | ф   | Мистер Чудо                  | Mr. Wonderful                           | Майк                         |
| 1994      | ф   | Энджи                        | Angie                                   | Винни                        |
| 1994      | ф   | Скорость падения             | Terminal Velocity                       | Бен Пинкуотер                |
| 1995      | ф   | Новый Свет                   | Le nouveau monde                        | Уилл Каберра                 |
| 1995      | ф   | Багровый прилив              | Crimson Tide                            | лейтенант Бобби Доэрти       |
| 1995      | ф   | Итальянское кино             | Italian Movie                           | Анджело                      |
| 1995      | ф   | Достать коротышку            | Get Shorty                              | Медведь                      |
| 1996      | ф   | Присяжная                    | The Juror                               | Эдди                         |
| 1996      | ф   | Ночь над Манхэттеном         | Night Falls on Manhattan                | Джоуи Аллегретто             |
| 1997      | с   | Выстрел                      | Gun                                     | Уолтер Дифидели              |
| 1997      | ф   | Она прекрасна                | She’s So Lovely                         | Кифер                        |
| 1997      | тф  | 12 разгневанных мужчин       | 12 Angry Men                            | присяжный № 6                |
| 1997      | ф   | Пердита Дуранго              | Perdita Durango                         | Дюма                         |
| 1997      | ф   | Полночь в саду добра и зла   | Midnight in the Garden of Good and Evil | повар в закусочной           |
| 1998      | ф   | Падший                       | Fallen                                  | Лу                           |
| 1998      | ф   | Великан                      | The Mighty                              | Кенни Кейн                   |
| 1998      | ф   | Гражданский иск              | A Civil Action                          | Эл Лав                       |
| 1999      | ф   | 8 миллиметров                | 8mm                                     | Эдди Пул                     |
| 1999      | кор | Целый новый день             | A Whole New Day                         | Винсент                      |
| 1999—2007 | с   | Клан Сопрано                 | The Sopranos                            | Тони Сопрано                 |
| 2001      | ф   | Мексиканец                   | The Mexican                             | Уинстон Болдри               |
| 2001      | ф   | Человек, которого не было    | The Man Who Wasn’t There                | Большой Дейв Брюстер         |
| 2001      | ф   | Последний замок              | The Last Castle                         | полковник Уинтер             |
| 2004      | ф   | Пережить Рождество           | Surviving Christmas                     | Том Валко                    |
| 2005      | ф   | Любовь и сигареты            | Romance & Cigarettes                    | Ник Мердер                   |
| 2006      | ф   | Одинокие сердца              | Lonely Hearts                           | детектив Чарльз Хилдербрандт |
| 2006      | ф   | Вся королевская рать         | All the King’s Men                      | Крошка Даффи                 |
| 2006      | кор | Содовая                      | Club Soda                               | мужчина                      |
| 2006      | ки  | —                            | The Sopranos: Road to Respect           | Тони Сопрано                 |
| 2007      | ф   | Истории Америки              | Stories USA                             | мужчина                      |
| 2009      | ф   | В петле                      | In the Loop                             | генерал Миллер               |
| 2009      | ф   | Опасные пассажиры поезда 123 | The Taking of Pelham 123                | мэр Нью-Йорка                |
| 2009      | ф   | Там, где живут чудовища      | Where the Wild Things Are               | Кэрол                        |
| 2010      | ф   | Добро пожаловать к Райли     | Welcome to the Rileys                   | Даг Райли                    |
| 2010      | ф   | Мятный джулеп                | Mint Julep                              | мистер Джи                   |
| 2011      | ф   | Поездка деточки              | Down the Shore                          | Бейли Юлер                   |
| 2011      | тф  | Правдивое кино               | Cinema Verite                           | Крейг Гилберт                |
| 2011      | ф   | Виолет и Дейзи               | Violet & Daisy                          | Майкл                        |
| 2012      | ф   | Ограбление казино            | Killing Them Softly                     | Микки Фэллон                 |
| 2012      | ф   | Не исчезай                   | Not Fade Away                           | Пэт                          |
| 2012      | ф   | Цель номер один              | Zero Dark Thirty                        | Леон Панетта                 |
| 2013      | ф   | Невероятный Бёрт Уандерстоун | The Incredible Burt Wonderstone         | Даг Манни                    |
| 2013      | тф  | Никки Туз                    | Nicky Deuce                             | Бобби Эггс                   |
| 2013      | ф   | Довольно слов                | Enough Said                             | Альберт                      |
| 2014      | ф   | Общак                        | The Drop                                | кузен Марв                   |

## Награды и номинации
За роль Тони Сопрано он был удостоен трёх призов «Эмми» и «Золотого глобуса» за лучшую роль в драматическом сериале.
| Год  | Название                                            | Награда                                      | Категория                                             | Результат                                   |
| ---- | --------------------------------------------------- | -------------------------------------------- | ----------------------------------------------------- | ------------------------------------------- |
| 1996 | «Достать коротышку»                                 | Премия Гильдии киноактёров США               | «Лучший актёрский состав»                             | Номинация                                   |
| 1999 | «Клан Сопрано»                                      | «Эмми»                                       | «Лучшая мужская роль в драматическом телесериале»     | Номинация                                   |
| 1999 | «Клан Сопрано»                                      | Ассоциация телевизионных критиков США        | «Индивидуальное достижение в драме»                   | Победа                                      |
| 2000 | «Клан Сопрано»                                      | «Эмми»                                       | «Лучшая мужская роль в драматическом телесериале»     | Победа                                      |
| 2000 | «Клан Сопрано»                                      | «Золотой глобус»                             | «Лучшая мужская роль в драматическом телесериале»     | Победа                                      |
| 2000 | «Клан Сопрано»                                      | «Спутник»                                    | «Лучшая мужская роль в драматическом телесериале»     | Номинация                                   |
| 2000 | «Клан Сопрано»                                      | Премия Гильдии киноактёров США               | «Лучшая мужская роль в драматическом телесериале»     | Победа                                      |
| 2000 | «Клан Сопрано»                                      | Премия Гильдии киноактёров США               | «Лучший актёрский состав в драматическом телесериале» | Победа                                      |
| 2000 | «Клан Сопрано»                                      | Ассоциация телевизионных критиков США        | «Индивидуальное достижение в драме»                   | Победа                                      |
| 2001 | «Клан Сопрано»                                      | «Эмми»                                       | «Лучшая мужская роль в драматическом телесериале»     | Победа                                      |
| 2001 | «Клан Сопрано»                                      | «Золотой глобус»                             | «Лучшая мужская роль в драматическом телесериале»     | Номинация                                   |
| 2001 | «Клан Сопрано»                                      | «Спутник»                                    | «Лучшая мужская роль в драматическом телесериале»     | Номинация                                   |
| 2001 | «Клан Сопрано»                                      | Премия Гильдии киноактёров США               | «Лучшая мужская роль в драматическом телесериале»     | Номинация                                   |
| 2001 | «Клан Сопрано»                                      | Премия Гильдии киноактёров США               | «Лучший актёрский состав в драматическом телесериале» | Номинация                                   |
| 2001 | «Клан Сопрано»                                      | Ассоциация телевизионных критиков США        | «Индивидуальное достижение в драме»                   | Победа                                      |
| 2002 | «Клан Сопрано»                                      | «Золотой глобус»                             | «Лучшая мужская роль в драматическом телесериале»     | Номинация                                   |
| 2002 | «Клан Сопрано»                                      | Премия Американского института киноискусства | «Лучшая мужская роль в телесериале»                   | Победа                                      |
| 2002 | «Клан Сопрано»                                      | «Спутник»                                    | «Лучшая мужская роль в драматическом телесериале»     | Номинация                                   |
| 2002 | «Клан Сопрано»                                      | Премия Гильдии киноактёров США               | «Лучшая мужская роль в драматическом телесериале»     | Номинация                                   |
| 2002 | «Клан Сопрано»                                      | Премия Гильдии киноактёров США               | «Лучший актёрский состав в драматическом телесериале» | Номинация                                   |
| 2003 | «Клан Сопрано»                                      | «Эмми»                                       | «Лучшая мужская роль в драматическом телесериале»     | Победа                                      |
| 2003 | «Клан Сопрано»                                      | «Золотой глобус»                             | «Лучшая мужская роль в драматическом телесериале»     | Номинация                                   |
| 2003 | «Клан Сопрано»                                      | Премия Гильдии киноактёров США               | «Лучшая мужская роль в драматическом телесериале»     | Победа                                      |
| 2003 | «Клан Сопрано»                                      | Премия Гильдии киноактёров США               | «Лучший актёрский состав в драматическом телесериале» | Номинация                                   |
| 2003 | «Клан Сопрано»                                      | Ассоциация телевизионных критиков США        | «Индивидуальное достижение в драме»                   | Номинация                                   |
| 2004 | «Клан Сопрано»                                      | «Эмми»                                       | «Лучшая мужская роль в драматическом телесериале»     | Номинация                                   |
| 2004 | «Клан Сопрано»                                      | Ассоциация телевизионных критиков США        | «Индивидуальное достижение в драме»                   | Номинация                                   |
| 2005 | «Клан Сопрано»                                      | Премия Гильдии киноактёров США               | «Лучшая мужская роль в драматическом телесериале»     | Номинация                                   |
| 2005 | «Клан Сопрано»                                      | Премия Гильдии киноактёров США               | «Лучший актёрский состав в драматическом телесериале» | Номинация                                   |
| 2006 | «Клан Сопрано»                                      | Ассоциация телевизионных критиков США        | «Выдающееся достижение в драме»                       | Номинация                                   |
| 2007 | «Клан Сопрано»                                      | «Эмми»                                       | «Лучшая мужская роль в драматическом телесериале»     | Номинация                                   |
| 2007 | «Клан Сопрано»                                      | Премия Гильдии киноактёров США               | «Лучшая мужская роль в драматическом телесериале»     | Номинация                                   |
| 2007 | «Клан Сопрано»                                      | Премия Гильдии киноактёров США               | «Лучший актёрский состав в драматическом телесериале» | Номинация                                   |
| 2008 | «Клан Сопрано»                                      | Премия Гильдии киноактёров США               | «Лучшая мужская роль в драматическом телесериале»     | Победа                                      |
| 2008 | «Клан Сопрано»                                      | Премия Гильдии киноактёров США               | «Лучший актёрский состав в драматическом телесериале» | Победа                                      |
| 2009 | «Воспоминания второго дня рождения: Домой из Ирака» | «Эмми»                                       | «Лучший документальный фильм»                         | Номинация (за продюсирование)               |
| 2009 | «В петле»                                           | «Хлотрудис»                                  | «Лучший актёрский состав»                             | Номинация                                   |
| 2012 | «Хемингуэй и Геллхорн»                              | «Эмми»                                       | «Лучший мини-сериал или телефильм»                    | Номинация (за продюсирование)               |
| 2013 |                                                     | «Готэм»                                      |                                                       | Победа (посмертно; за жизненные достижения) |
| 2013 | «Довольно слов»                                     | Ассоциация кинокритиков Бостона              | «Лучший актёр второго плана»                          | Победа (посмертно)                          |
| 2014 | «Довольно слов»                                     | «Независимый дух»                            | «Лучшая мужская роль второго плана»                   | Номинация (посмертно)                       |
| 2014 | «Довольно слов»                                     | Премия Гильдии киноактёров США               | «Лучшая мужская роль второго плана»                   | Номинация (посмертно)                       |
| 2014 | «Довольно слов»                                     | «Выбор критиков»                             | «Лучшая мужская роль второго плана»                   | Номинация (посмертно)                       |
| 2014 | «Довольно слов»                                     | «Выбор критиков»                             | «Лучший актёр в комедии»                              | Номинация (посмертно)                       |